# کوریگانویل (مریلند)
کوریگانویل (به انگلیسی: Corriganville) شهری در ایالت مریلند کشور ایالات متحده آمریکا است که جمعیت آن در سرشماری سال ۲۰۱۰ میلادی، ۴۵۵ نفر بوده‌است.